# Joachim von Oriola
Pour les articles homonymes, voir Oriola.
Joachim Roderich Salvator comte von Oriola (né le 11 janvier 1858 à Berlin et mort le 16 novembre 1907 dans la même ville) est un officier de marine prussien, capitaine en mer et juge militaire au tribunal militaire impérial.

## Biographie

### Origine et famille
Joachim von Oriola est membre des comtes prussiens von Oriola et le troisième des cinq enfants du lieutenant-général prussien Eduard von Oriola (1809-1862) et de son épouse Maximiliane, née von Armin (1818-1894). Son frère aîné est le député du Reichstag Waldemar von Oriola (de) (1854-1910).
Joachim von Oriola est marié à la baronne Maria von Hartmann (1880-1951) à Munich depuis 1905 - une fille du général de division bavarois Hermann von Hartmann (1838-1912) - et est resté sans enfant. En 1914, la veuve épouse le diplomate Ludwig von Spee (1870–1950).

### Carrière
En 1877, von Oriola est diplômé du lycée Frédéric-Guillaume de Berlin avec un diplôme d'études secondaires. Il s'engage ensuite dans la marine impériale le 21 avril 1877 et suit une formation d'officier de marine. En 1888, il est répertorié comme lieutenant de vaisseau sur le SMS Habicht (de). En tant que capitaine de corvette, il est commandé le 10 février 1895 par l'empereur Guillaume II à l'ambassade allemande pour le royaume d'Italie à Rome. Il y entretient jusqu'au 30 mai 1897 les relations de politique navale des deux alliés réunis dans la Triplice ; seul son successeur, le lieutenant-commandant Oskar Wentzel (décédé en 1906) est officiellement répertorié comme attaché naval. En conséquence, il reçoit la croix de Commandeur de l'ordre de la Couronne d'Italie à la mi-mars 1898.
Au printemps 1898, il est nommé à l'état-major du Haut Commandement de la Marine. En octobre 1898, il prend le commandement du SMS Habicht, maintenant en tant que capitaine de corvette. Von Oriola est commandant du SMS Niobe de fin juin 1901 à septembre 1901, puis commandant du petit croiseur SMS Gazelle jusqu'en octobre 1903, date à laquelle il est ordonné de partir pour Kiautschou. Il est ensuite affecté au grade de capitaine de frégate auprès du chef de la station navale de la mer Baltique (de). Dans cette position, il est promu capitaine de vaisseau le 27 janvier 1904 et, le 4 juin 1904, l'empereur Guillaume II le nomme, sur proposition, membre militaire du tribunal militaire impérial pour une durée de deux ans,. Conformément au § 82 du code de justice pénale militaire du 1er décembre 1898, il prête serment en tant que membre militaire du tribunal militaire impérial par le président devant l'assemblée plénière lors de son entrée en fonction. En tant que membre militaire ou juge-officier, il fait partie d'un sénat d'au moins sept membres, composé de membres juridiques et militaires. On ne sait pas s'il fait partie de plusieurs sénats.
Von Oriola est depuis 1897 chevalier de l'Ordre de la Couronne de fer, et chevalier de l'ordre de l'Aigle rouge de 3e classe avec ruban, de l'ordre de la Couronne de 3e classe, de l'ordre des Saints-Maurice-et-Lazare de 4e classe, de l'ordre de Saint-Stanislas de 2e classe et l'ordre du Médjidié de 4e classe. Il est récipiendaire de la Médaille de sauvetage prussienne sur ruban et de la médaille du Centenaire.
Il est enterré dans l'ancien cimetière de la cathédrale de la paroisse Sainte-Edwige (de) de Berlin-Mitte.